# Metropolia belgradzka (katolicka)
Metropolia belgradzka – metropolii obrządku łacińskiego w Kościele katolickim w Serbii, obejmująca swoim zasięgiem Serbię właściwą oraz Wojwodinę.

## Dane ogólne[1]
- Powierzchnia: 68 099 km²
- Ludność: 7 209 375
  - Katolicy: 382 556
  - Udział procentowy: 5,3%
- Księża:
  - diecezjalni: 125
  - zakonni: 26
- Zakonnicy: 31
- Siostry zakonne: 115

## Historia
Metropolia belgradzka została założona 16 grudnia 1986 przez papieża Jana Pawła II.

## Podział administracyjny
1. Archidiecezja belgradzka
2. Diecezja zrenjanińska
3. Diecezja suboticka

## Metropolici
- 16 grudnia 1986 - 31 marca 2001: abp Franc Perko
- 31 marca 2001 - 5 listopada 2022: abp Stanislav Hočevar, SDB
- od 5 listopada 2022: kard. László Német, SVD